# آلکساندر شنئور
آلکساندر کنستانتینوویچ شنئور (ارمنی: Ալեքսանդր Շնեուր؛ انگلیسی: Александр Константинович Шнеур زادهٔ ۱۷ اوت ۱۸۸۴ - درگذشته ۱۶ سپتامبر ۱۹۷۷) یک فرد نظامی، حشره‌شناسی، خزنده‌شناسی و سیاستمدار اهل روسیه-ارمنستان بود که از تاریخ تا تاریخ سمت فهرست رئیسان سرویس امنیت ملی ارمنستان را برعهده داشت.

## زندگی‌نامه
در ۲۹ اوت [سبک قدیمی: ۱۷ اوت] ۱۸۸۴ در سنت پترزبورگ به دنیا آمد . وی برنده جوایزی همچنین نشان آنای مقدس (سنت آنا) شده است. وی در ۱۶ سپتامبر ۱۹۷۷ در سن ۹۳ سالگی در سان فرانسیسکو درگذشت.